# Hedivirus
Hedivirus oder Hédi-Virus (englisch Hédi virus, HEDV; Spezies Phlebovirus hediense) ist ein Virus, das mit seinem Isolat HEDV1867-2 in einer im Frühling 2021 erschienenen Arbeit zuerst beschrieben wurde. Es wird von der Sandmückenart Phlebotomus chinensis übertragen. Erbgutdaten zeigen, dass das Hedivirus am engsten mit dem Rifttalfieber-Virus (engl. Rift Valley fever virus, RVFV; Spezies Phlebovirus riftense) verwandt ist und es wurde daher wie dieses vom International Committee on Taxonomy of Viruses (ICTV) zur Gattung Phlebovirus gestellt. Das Rifttalfieber-Virus (RVFV) wird jedoch durch Stechmücken übertragen. Es handelt sich somit um das erste bekannte, mit RVFV verwandte Virus, das bei Sandmücken (Sandfliegen) nachgewiesen wurde.
Es ist derzeit (Stand 2021) noch nicht bekannt, welche Wirte – Menschen, Vieh oder andere Tierarten – das Hedivirus befällt. Ebenso ist die Seroprävalenz des Hedivirus noch unbekannt.

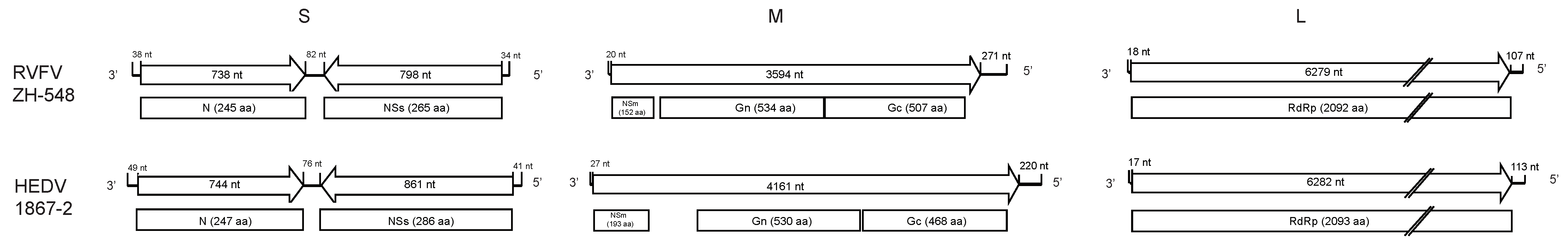
Schematische Darstellung der Genomorganisation von HEDV1867-2 und dem Rifttalfieber-Virus-Isolat ZH-548